# Michal Barinka
Michal Barinka, né le 12 juin 1984 à Vyškov en Tchécoslovaquie, aujourd'hui République tchèque, est un joueur professionnel tchèque de hockey sur glace. Il évoluait au poste de défenseur.

## Carrière
Michal Barinka est formé dans le club tchèque de HC České Budějovice, avec lequel il griffe pour la première fois la glace en Extraliga, lors de la saison 2001-2002.
En 2003, il est repêché par les Blackhawks de Chicago au deuxième tour, à la 59e position au total. Il décide alors de tenter sa chance outre-Atlantique et fait ses débuts avec la franchise de la « Ville des vents » lors de la saison 2003-2004. Comme les places sont chère en LNH, Barinka ne jouera finalement que neuf matchs lors de sa première saison, se retrouvant ainsi relégué en LAH, chez les Admirals de Norfolk.
Lors de l'été 2006, il est impliqué dans l'échange qui a conduit Martin Havlat aux Blackhawks de Chicago, et rejoint ainsi les Sénateurs d'Ottawa. N'ayant pas sa place dans la défense canadienne, il est renvoyé dans le club-école. C'en est trop pour le joueur tchèque, qui retourne au pays, et plus précisément au HC Vítkovice.
Lors des playoffs 2007, il est embauché pour renforcer la défense du CP Berne, avec qui il échoue en finale face au HC Davos. Après sa parenthèse helvétique, il retourne à Vítkovice.
Puis, lors de la saison 2010-2011, il prend la route de la Russie et de la KHL en rejoignant le Lokomotiv Iaroslavl avec qui il échoue en demi-finale.
Le 10 juin 2011, il retrouve la Suisse en signant pour une saison avec Fribourg-Gottéron. Il doit quitter le club fribourgeois après une seule saison, son contrat n'étant pas renouvelé. Il retourne alors dans le club de Vítkovice.
Il prend sa retraite en 2022.

### Carrière en équipe nationale
Michal Barinka a représenté son pays lors des championnats du monde des moins de 18 ans 2002, lors des championnats du monde junior 2004 et lors de trois championnats du monde sénior en 2007, en 2009 et en 2010. Il a remporté le titre mondial en 2010, ainsi qu'une médaille de bronze avec les moins de 18 ans en 2002.

## Statistiques

### En club
| Saison    | Équipe                 | Ligue     |    | Saison régulière | Saison régulière | Saison régulière | Saison régulière | Saison régulière | Saison régulière |   | Séries éliminatoires | Séries éliminatoires | Séries éliminatoires | Séries éliminatoires | Séries éliminatoires | Séries éliminatoires |
| Saison    | Équipe                 | Ligue     | PJ | B                | A                | Pts              | Pun              | +/-              | PJ               | B | A                    | Pts                  | Pun                  | +/-                  |                      |                      |
| 2001-2002 | HC České Budějovice    | Extraliga | 3  | 0                | 0                | 0                | 0                | -2               | -                | - | -                    | -                    | -                    | -                    |                      |                      |
| 2002-2003 | HC České Budějovice    | Extraliga | 31 | 0                | 1                | 1                | 14               | -1               | 4                | 0 | 0                    | 0                    | 2                    | -2                   |                      |                      |
| 2003-2004 | Blackhawks de Chicago  | LNH       | 9  | 0                | 1                | 1                | 6                | -5               | -                | - | -                    | -                    | -                    | -                    |                      |                      |
| 2003-2004 | Admirals de Norfolk    | LAH       | 40 | 4                | 2                | 6                | 80               | -2               | -                | - | -                    | -                    | -                    | -                    |                      |                      |
| 2004-2005 | Admirals de Norfolk    | LAH       | 59 | 1                | 10               | 11               | 77               | -3               | -                | - | -                    | -                    | -                    | -                    |                      |                      |
| 2005-2006 | Blackhawks de Chicago  | LNH       | 25 | 0                | 1                | 1                | 20               | -7               | -                | - | -                    | -                    | -                    | -                    |                      |                      |
| 2005-2006 | Admirals de Norfolk    | LAH       | 54 | 1                | 11               | 12               | 86               | +5               | 4                | 0 | 0                    | 0                    | 11                   | -2                   |                      |                      |
| 2006-2007 | Senators de Binghamton | LAH       | 17 | 0                | 2                | 2                | 22               | -2               | -                | - | -                    | -                    | -                    | -                    |                      |                      |
| 2006-2007 | HC Vítkovice           | Extraliga | 15 | 3                | 3                | 6                | 18               | +7               | -                | - | -                    | -                    | -                    | -                    |                      |                      |
| 2006-2007 | CP Berne               | LNA       | -  | -                | -                | -                | -                | -                | 17               | 0 | 3                    | 3                    | 20                   |                      |                      |                      |
| 2007-2008 | HC Vítkovice           | Extraliga | 19 | 0                | 0                | 0                | 24               | -4               | 3                | 0 | 1                    | 1                    | 16                   |                      |                      |                      |
| 2008-2009 | HC Vítkovice           | Extraliga | 47 | 2                | 9                | 11               | 50               | -8               | 10               | 0 | 4                    | 4                    | 4                    | 0                    |                      |                      |
| 2009-2010 | HC Vítkovice           | Extraliga | 15 | 0                | 2                | 2                | 12               | -2               | 16               | 3 | 8                    | 11                   | 28                   | +2                   |                      |                      |
| 2010-2011 | HC Vítkovice           | Extraliga | 32 | 4                | 8                | 12               | 26               | +5               | -                | - | -                    | -                    | -                    | -                    |                      |                      |
| 2010-2011 | Lokomotiv Iaroslavl    | KHL       | 7  | 0                | 3                | 3                | 16               | +6               | 9                | 2 | 3                    | 5                    | 12                   | +6                   |                      |                      |
| 2011-2012 | Fribourg-Gottéron      | LNA       | 39 | 1                | 6                | 7                | 30               | 0                | 9                | 0 | 0                    | 0                    | 8                    | -1                   |                      |                      |
| 2012-2013 | HC Vítkovice           | Extraliga | 47 | 5                | 10               | 15               | 50               | -3               | 11               | 0 | 1                    | 1                    | 20                   | 0                    |                      |                      |
| 2013-2014 | HC Vítkovice           | Extraliga | 44 | 4                | 11               | 15               | 36               | +6               | 8                | 0 | 2                    | 2                    | 8                    | -2                   |                      |                      |
| 2014-2015 | HC Sparta Prague       | Extraliga | 49 | 5                | 13               | 18               | 72               | +10              | 10               | 0 | 1                    | 1                    | 10                   | -5                   |                      |                      |
| 2015-2016 | HC Sparta Prague       | Extraliga | 19 | 2                | 3                | 5                | 22               | +1               | 14               | 4 | 0                    | 4                    | 14                   | +3                   |                      |                      |
| 2016-2017 | HC Sparta Prague       | Extraliga | 37 | 0                | 3                | 3                | 32               | +4               | 3                | 0 | 0                    | 0                    | 14                   | -1                   |                      |                      |
| 2017-2018 | HC Kometa Brno         | Extraliga | 40 | 1                | 3                | 4                | 32               | +1               | -                | - | -                    | -                    | -                    | -                    |                      |                      |
| 2018-2019 | HC Kometa Brno         | Extraliga | 43 | 4                | 3                | 7                | 58               | +3               | 3                | 0 | 1                    | 1                    | 6                    | 0                    |                      |                      |
| 2020-2021 | HC Vítkovice           | Extraliga | 3  | 0                | 0                | 0                | 0                | -1               | -                | - | -                    | -                    | -                    | -                    |                      |                      |
| 2020-2021 | Rytíři Kladno          | 1.Liga    | 2  | 0                | 0                | 0                | 0                | +1               | -                | - | -                    | -                    | -                    | -                    |                      |                      |
| 2020-2021 | HC Kometa Brno         | Extraliga | 12 | 0                | 0                | 0                | 20               | -4               | 3                | 0 | 0                    | 0                    | 34                   | -2                   |                      |                      |
| 2021-2022 | HC RT Torax Poruba     | 1.Liga    | 18 | 0                | 3                | 3                | 18               | 3                | -                | - | -                    | -                    | -                    | -                    |                      |                      |

### Statistiques en équipe nationale
| Année | Évènement                            |   | PJ | B | A | Pts | Pun | +/-                |  | Résultat |
| 2002  | Championnat du monde moins de 18 ans | 8 | 4  | 2 | 6 | 6   | -3  | Médaille de bronze |  |          |
| 2004  | Championnat du monde junior          | 5 | 1  | 1 | 2 | 6   | +4  | 4e place           |  |          |
| 2007  | Championnat du monde                 | 7 | 1  | 2 | 3 | 8   | 0   | 7e place           |  |          |
| 2009  | Championnat du monde                 | 5 | 0  | 0 | 0 | 2   | -3  | 6e place           |  |          |
| 2010  | Championnat du monde                 | 4 | 0  | 0 | 0 | 4   | -4  | Médaille d'or      |  |          |
| 2014  | Jeux olympiques                      | 3 | 0  | 0 | 0 | 2   | +1  | Sixième place      |  |          |

## Récompenses
- Médaillé de bronze en 2002 avec l'équipe tchèque des moins de 18 ans
- Vice-champion de Suisse en 2007 avec le CP Berne
- Champion du monde en 2010 avec la République tchèque